# Ghaznévides
962–1187
Entités précédentes :
- Samanides

Entités suivantes :
- Seldjoukides
- Ghurides

Les Ghaznévides (en turc : Gazneliler, persan : سلسله غزنویان) sont une dynastie musulmane turcique, fondée par Subuktigîn et qui régna de la fin du Xe siècle à la fin du XIIe siècle sur un empire s'étendant sur les régions du Khorâsan, de Ghaznî et du Panjâb.
L’Empire ghaznévide  (persan : سلسله غزنویان) exista de 962 à 1187, dirigé par une dynastie mamelouke d'origine turque. C'était un État musulman sunnite qui, initialement, dirigea le Grand Khorasan (remplaçant ainsi les Samanides), centré sur l'actuel Afghanistan. Il a été créé par Alptegîn, avec la ville de Ghazna comme capitale. Après la bataille de Dandanakan en 1040, l'empire a perdu ses territoires de l'ouest au profit des Seldjoukides et a déplacé sa capitale à Lahore, régnant ainsi principalement au Pendjab.

## Histoire

### Montée en puissance
Deux familles militaires — les Simjurides et les Ghaznévides — issues des régiments d'esclaves turcs, menacent la dynastie Samanide. Les Simjurides reçoivent la région du Kouhistan (Qûhistân) au sud du Khorasan. Alptegîn fonde la fortune des Ghaznévides quand il s'établit lui-même à Ghazna (actuelle Ghazni en Afghanistan) en 962. Lui et Abu al-Hasan Simjuri, en tant que généraux samanides, sont rivaux pour occuper le poste de gouverneur du Khorasan et contrôler l'Empire Samanide en plaçant sur le trône des émirs qu'ils peuvent dominer. Abu al-Hasan Simjuri meurt en 961, mais quand l'émir Samanide Abdul Malik Ier meurt en 961, une crise de succession éclate entre ses frères. Une partie de la cour, à l'instigation de la classe des fonctionnaires (ministres civils opposés aux généraux turcs), rejette la candidature de Alptegin au trône samanide. Mansur Ier est intronisé et Alptegin se retire prudemment dans ses fiefs de Ghazna. Les Simjurides aiment contrôler le Khorasan du Sud et l'Oxus mais, soumis aux fortes pressions d'une troisième grande dynastie iranienne, les Bouyides, se montrent incapables de survivre à la chute des Samanides et à la prise de pouvoir des Ghaznévides.
La lutte des généraux turcs esclaves pour le contrôle du trône, aidés d'allégeances éphémères venant des chefs de la cour ministérielle, accélère le déclin des Samanides. Leur faiblesse attire en Transoxiane les Turcs Qarluq, fraîchement convertis à l'islam. Ils occupent Boukhara en 992 et installent en Transoxiane le pouvoir des Qarakhanides, aussi appelés dynastie Ilek-Khanide. À Alptegin succède à Ghazna son beau-fils Subuktigin, qui meurt en campagne en 997. Mahmoud, fils aîné de Subuktigîn, prend le pouvoir et conclut avec les Qarakhanides un accord où chacun reconnait l'Oxus comme frontière mutuelle.

### Domination

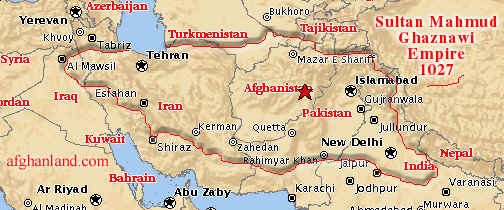
Frontières de l'Empire ghaznévide.

Subuktigîn se proclame seigneur des territoires conquis Samanides et Shahi, qui couvrent à peu près l'actuel Afghanistan et le Pendjab. Quand, en 997, Mahmoud succède à son père, Ghazni et la dynastie Ghaznévide seront définitivement associés. Mahmoud étend ses territoires par la conquête des territoires Samanides, du royaume Shahi, du royaume ismaélien de Multan, du Sindh, ainsi que quelques territoires Bouyides. Sous son règne, l'Empire Ghaznévide connait son âge d'or et son apogée. Mahmoud mène dix-sept expéditions dans le nord de l'Inde, qu'il contrôle en y installant des États tributaires. Ces raids accompagnés de pillages lui procurent un butin énorme. Il établit son autorité des frontières du Kurdistan à Samarkand, de la mer Caspienne au Yamuna.
Les richesses rapportées à Ghazni, des expéditions indiennes, sont considérables, et les historiens contemporains (comme Abolfazl Beyhaghi, Ferdowsi) décrivent élogieusement la magnificence de la capitale, mettant l'accent sur le généreux mécénat littéraire du conquérant.

### Déclin et chute
Mahmoud meurt en 1030, mais son fils Mas'ud est incapable de contrôler les territoires conquis et perd la bataille de Dandanakan en 1040 contre les Seldjoukides. Bien qu'il y eût un certain sursaut sous Ibrahim (1059-1099), l'empire n'atteindra plus jamais la même puissance et la même splendeur. Les Ghaznévides seront bientôt éclipsés par les Seldjoukides d’Iran.
L'Empire ghaznévide prend fin en 1149 avec la prise de Ghazna par les Ghurides. Le pouvoir ghaznévide au nord de l'Inde perdure jusqu'à la conquête de Lahore en 1186.
La culture perse, établie par les Ghaznévides à Ghazna et en Afghanistan oriental, survécurent aux invasions ghurides au XIIe siècle et continua jusqu'aux invasions des Mongols
Après leurs défaites, les Ghaznévides s'installent à Ghazni, où – durant des siècles – évoluera la nouvelle tribu Ghilzai, mentionnée pour la première fois au XVIe siècle. Les sources historiques sont un peu floues, mais on suppose que c'est Nasher, le dernier Khan Ghaznévide, qui régna sur la tribu des Ghilzai Kharoti au Xe siècle. Ils devinrent importants à nouveau entre le XVIe et le XVIIe siècle, quand les Khans fondent plusieurs dynasties, parmi lesquelles la dynastie Hotaki, régnant un temps sur la Perse et la dynastie (Lodi) Moghol à Delhi.

## Liste des sultans ghaznévides
- 962-963 : Alptegîn
- Gouverneurs Samanides de Ghaznî :
  - 963-966 : Ishâq
  - 966-972 : Balkâtigîn
  - 972-977 : Pîrî
- 977-997 : Subuktigîn
- 997-998 : Ismaïl
- 998-1030 : Mahmûd Yamîn ud-Dawleh
- 1030-1030 : Muhammed (1ère fois)
- 1030-1040 : Mas`ûd Ier Shihâb ud-Dawleh
- 1040-1041 : Muhammed (2ème fois)
- 1041-1048 : Mawdûd Abû al-Fath
- 1048-1049 : Massoud II
- 1050-1050 : Alî Abûl Hasan Bahâ ud-Dawleh
- 1050-1052 : Abd ur-Rashîd Izz ud-Dawleh
- 1052-1053 : Tughrîl Qiwwam ud-Dawleh (en)
- 1053-1059 : Farrukhzâd Jamâl ud-Dawleh (en)
- 1059-1099 : Ibrahîm Zahîr ud-Dawleh (en)
- 1099-1114 : Mas`ûd III Alâ ud-Dawleh (en)
- 1114-1115 : Sherzâd Kemâl ud-Dawleh (en)
- 1115-1118 : Arslân Sultân ud-Dawleh (en)
- 1118-1152 : Bahrâm Shâh (en)
- 1152-1160 : Khusrû Shâh Muizz ud-Dîn (en)
- 1160-1186 : Khusrû Mâlik Shâh Tâj ud-Dawleh